# 寛永の大飢饉
寛永の大飢饉（かんえいのだいききん）は、江戸時代初期の1640年から1643年にかけて起こった飢饉。江戸初期においては慶長から元和年間にもしばしば凶作から飢饉が発生しているが、そのなかでも最大の飢饉である。島原の乱とともに江戸幕府の農政転換にも影響した。

## 経緯
寛永19年（1642年）前後に最大規模化するが、それ以前から兆候は存在していた。島原の乱が収束した寛永15年（1638年）頃には、九州で発生した牛疫が西日本に拡大し、牛の大量死をもたらした。寛永17年（1640年）6月には蝦夷駒ケ岳が噴火し、降灰の影響により陸奥国津軽地方などで凶作となった。
翌寛永18年（1641年）に入ると、初夏には畿内、中国、四国地方でも日照りによる旱魃が起こったのに対し、秋には大雨となり、北陸では長雨、冷風などによる被害が出た。その他、大雨、洪水、旱魃、霜、虫害が発生するなど全国的な異常気象となった。東日本では太平洋側より日本海側の被害が大きく、これは後の天保の大飢饉に似た様相であるという。当時江戸幕府では寛永通宝を発行して貨幣の統一を図っていたが、過剰鋳造に市場への流出に加えて不作による物価高騰で銭の価値が急落し、同年12月には鋳造の全面停止に追い込まれ、同時に公定相場での寛永通宝の買い上げや東西間の交通の維持のために東海道筋などの宿場町の支援に乗り出している。不作はさらに翌19年（1642年）も続き、百姓の逃散や身売など飢饉の影響が顕在化しはじめると、幕府は対策に着手した。同年5月、将軍徳川家光は諸大名に対し、領地へおもむいて飢饉対策をするように指示し、翌6月には諸国に対して、倹約のほか米作離れを防ぐために煙草の作付禁止や身売りの禁止、酒造統制（新規参入、在地の酒造禁止および都市並びに街道筋での半減）、雑穀を用いるうどん・切麦・そうめん・饅頭・南蛮菓子・そばきりの製造販売禁止、御救小屋の設置など、具体的な飢饉対策を指示する触を出した。これは、キリシタン禁制と並び、幕府が全国の領民に対して直接下した法令として着目されている。またこうした政策は、後の江戸幕府における飢饉対策の基本方針とされるようになる。なおこのとき、譜代大名を飢饉対策のために、領国に帰国させたことがきっかけとなって、譜代大名にも参勤交代が課せられるようになった。
寛永19年末から翌20年（1643年）にかけて餓死者は増大し、江戸をはじめ三都への人口流動が発生した。幕府や諸藩は飢人改を行い、身元が判別したものは各藩の代官に引き渡した。また米不足や米価高騰に対応するため、大名の扶持米を江戸へ廻送させた。3月には田畑永代売買禁止令を出した。
大飢饉の背景としては、1630年代から1640年代における東アジア規模での異常気象のほか、江戸時代初期の武士階級の困窮、参勤交代や手伝普請、将軍の上洛や日光社参などのように、武断政治を進めるための幕府や藩の多額の出費、年貢米を換金する市場の不備などが、様々な要因が挙げられる。
幕府は武士の没落を驕りや奢侈によるものととらえ、武家諸法度などで倹約を指示していた。例えば、1635年の武家諸法度改正で、幕府は参勤交代を1年交代で行うように義務付けているが、その一方で参勤交代にあまり費用をかけすぎないように呼びかけている。武士の困窮は百姓に対するさらなる収奪を招き、大飢饉の下地になったと言われる。
島原の乱から寛永の飢饉、牢人の不満を背景として徳川家綱への代替わりの時に起こった討幕計画である慶安の変などを契機に、幕府は武断政治の限界を思い知らされた。そして幕政は、百姓撫育（百姓成立ともいう。すなわち百姓が戦乱と飢饉から解放されて、安定した生活を営めるような状況の確立）を推し進め、諸大名に課せられていた普請役は激減し、参勤交代に代替された。また諸藩も遅れて藩政改革に乗り出た。